# Shinya Yajima
Shinya Yajima (Prefectura de Saitama, 18 de gener de 1994) és un futbolista japonès.

## Selecció japonesa
Va formar part de l'equip olímpic japonès als Jocs Olímpics d'estiu de 2016.